# Oresi Cup 2013
Oresi Cup 2013 je 14. ročník letního fotbalového turnaje, který se koná v obci Tis v okrese Havlíčkův Brod. Vítězství z roku 2012 obhajoval celek FK Bohemians Praha.

## Účastníci
- FK Bohemians Praha
- FK Loko Vltavín
- FK Varnsdorf
- FK Viktoria Žižkov

## Zápasy

### Semifinále
| 7. července 2013        | FK Viktoria Žižkov | 1 - 0 | FK Bohemians Praha | Tis |  |
|                         | Daniel Bartl 53'   |       |                    |     |  |
| Poznámky: Info o zápase |                    |       |                    |     |  |

| 7. července 2011        | FK Varnsdorf                      | 2 - 2 (4 – 5) | FK Loko Vltavín                                                   | Tis |  |
|                         | ? 2' (vl.) Matěj Kotiš 52' (pen.) |               | 15' Jan Předota 70' František Škorvánek --' (pen.) David Podzimek |     |  |
| Poznámky: Info o zápase |                                   |               |                                                                   |     |  |

### O 3. místo
| 7. července 2011        | FK Bohemians Praha    | 0 - 0 (5 – 4) | FK Varnsdorf | Tis |  |
|                         | Petr Janda --' (pen.) |               |              |     |  |
| Poznámky: Info o zápase |                       |               |              |     |  |

### Finále
| 7. července 2011        | FK Viktoria Žižkov      | 0 - 0 (3 – 2) | FK Loko Vltavín | Tis |  |
|                         | Igor Súkeník --' (pen.) |               |                 |     |  |
| Poznámky: Info o zápase |                         |               |                 |     |  |

## Celkové pořadí
1. - FK Viktoria Žižkov
2. - FK Loko Vltavín
3. - FK Bohemians Praha
4. - FK Varnsdorf